# Havsgamar
Havsgamar (svensk: "Havgribbe") er en svensk dramafilm fra 1916, instrueret af Victor Sjöström. 

## Om filmen
Filmen havde premiere den 31. januar 1916 i biografen Cosmorama i Göteborg. Filmen blev indspillet i Svenske Biografteaterns atelier på Lidingö med eksteriører fra Landsort og Lidingö af Henrik Jaenzon. Som forlæg har filmen Emilie Flygare-Carléns gennembrudsroman Rosen på Tistelön som udkom 1842

## Medvirkende
Blandt de medvirkende ses:
- Richard Lund - löjtnant Ejvind Arnold, toldchef/Arvid Arnold, hans søn
- Rasmus Rasmussen - Hornung, købmand
- Greta Almroth - Gabriele, hans datter
- John Ekman - Birger, hans søn
- Nils Elffors - Anton, hans yngre søn
- Jenny Tschernichin-Larsson - Fru Arnold
- Thure Holm - länsman
- Erland Colliander - länsmansbiträdet